# Ferrari Pinin

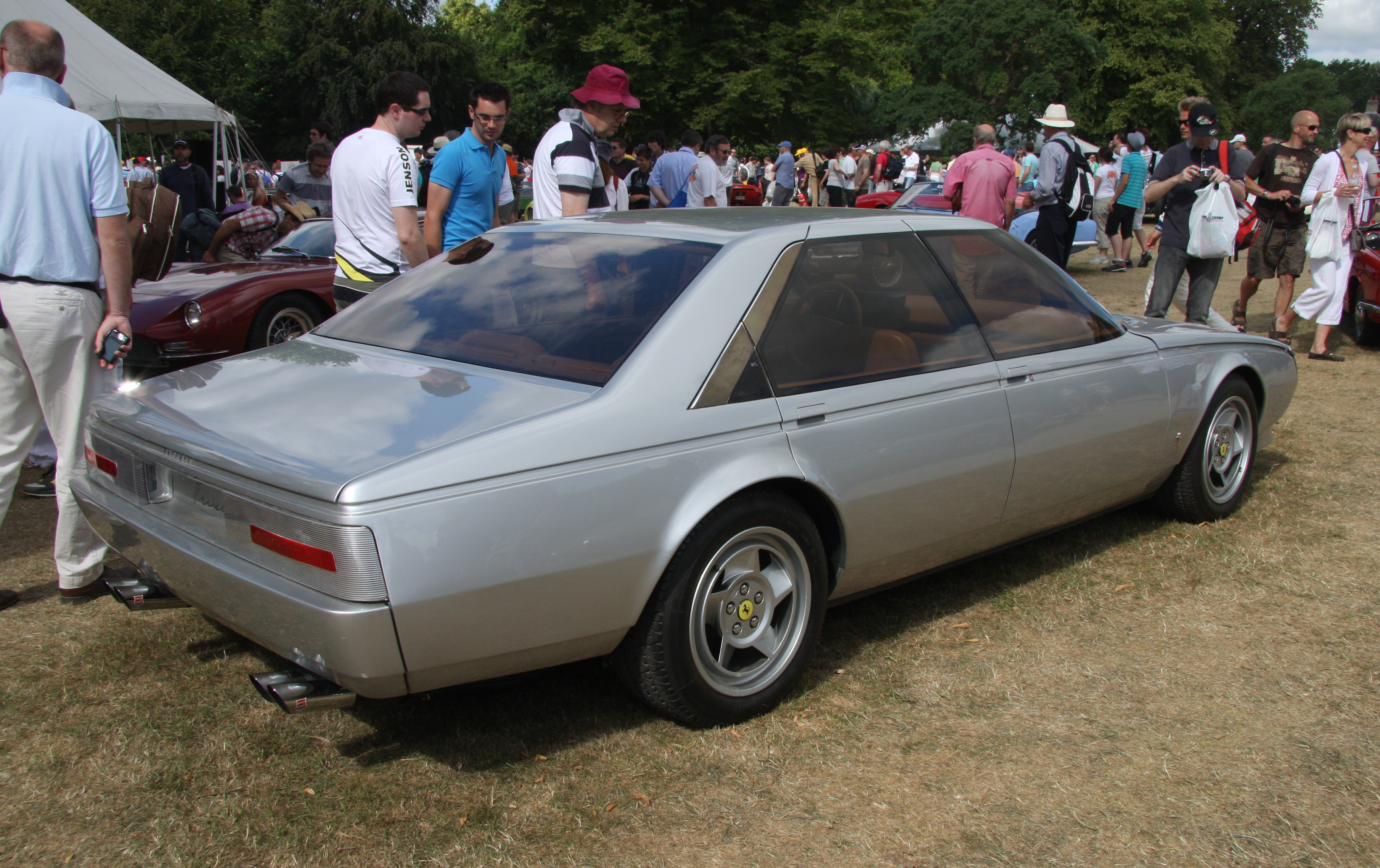
Ferrari Pinin

Ferrari Pinin — концепт-кар итальянского ателье Pininfarina, построенный в честь его 50-летнего юбилея. Своё название автомобиль получил в честь основателя компания Баттисты Пининфарины. Он стал первым в истории четырёхдверным седаном Ferrari. Дебют концепта состоялся в 1980 году на автосалоне в Турине. Существует в единственном экземпляре.

## Дизайн
Во главе команды дизайнеров стоял Леонардо Фьораванти, который отвечал за проектирование большинства кузовов для автомобилей Ferrari от ателье Pininfarina с 1960-х годов. В качестве базы для Pinin было выбрано четырехместное купе Ferrari 365 GT4. Кузов выполнен в классическом стиле 1970-х — 1980-х годов. Модель отличается низкой за счёт плоского двигателя передней частью, большой решёткой радиатора и широкими передними фарами. Задние фонари, разработанные фирмой Lucas, покрашены в цвет кузова и почти незаметны в выключенном состоянии. Оригинальным дизайнерским решением стали тонкие стойки кузова, покрашенные в черный цвет. Специально для этой модели были разработаны новые легкосплавные диски с пятью спицами особой формы. В салоне автомобиля обильно использована кожа и дерево. Приборная панель - полностью электронная и видна только после поворота ключа зажигания.. Пассажиры задних сидений могли контролировать не только стеклоподъёмники, но и аудиосистему.
В техническом плане модель похожа на Ferrari 400 GT. На автомобиль установлен 12-цилиндровый двигатель объёмом 5.8 литров, выдающий 360 л.с. и 450 НМ. Коробка передач – механическая, 5-ступенчатая.

## Судьба
На Туринском автосалоне 1980 года модель имела огромный успех. Она настолько понравилась самому Энцо Феррари, что он заявил о возможности выпуска ограниченной серии таких машин. Однако до этого дело так и не дошло, и Pinin так и остался шоу-каром. Единственный экземпляр регулярно участвует в различных автомобильных выставках и выставляется на аукционы. Его можно было увидеть на Эссенском автосалоне 2005 года в рамках празднования 75-летия Pininfarina. В 2008 году он был продан за €176,000. В 2010 году автомобиль совершил первую поездку своим ходом. Тогда же он был выставлен владельцем на новый аукцион по стартовой цене £480,000 - £550,000. В августе 2013 года он был привезен в Санкт-Петербург для участия в выставке уникальных автомобилей “Uniques Special Ones”.